# Liste der Mitglieder der National Academy of Sciences/1906
Im Jahr 1906 wählte die National Academy of Sciences der Vereinigten Staaten 5 Personen zu ihren Mitgliedern.

## Neugewählte Mitglieder
- Hendrik Lorentz (1853–1928)
- Wilhelm Ostwald (1853–1932)
- Benjamin Peirce (1854–1914)
- Josiah Royce (1855–1916)
- William Scott (1858–1947)